# Abdallah Khalil
Sayed Abdallah Khalil (en árabe: عبد الله خليل‎; 1892 - 23 de agosto de 1970) fue un político sudanés que ejerció el cargo de primer ministro de Sudán.

## Primeros años
Khalil nació en Omdurmán en 1892, de etnia nubia, entre los territorios de Egipto y Sudán.

## Servicio militar
Khalil sirvió en el Ejército de Egipto de 1910 a 1924, y en la Fuerza de Defensa de Sudán desde 1925 hasta 1944. Fue el primer sudanés en alcanzar el rango de general de brigada (Miralai).

## Carrera política
En 1944 Khalil fue nombrado miembro del influyente Consejo Asesor para el Norte de Sudán, que era una organización pro-mahdista. En 1945 ayudó a la fundación del Partido Nacional Umma y se convirtió en su primer secretario general. En 1947 ingresó en el Frente de la Independencia, sirviendo como representante de los intereses de su partido, opuesto a los intereses de la orden islámica Khatmiyya.
Khalil mantuvo una estrecha relación con los administradores coloniales Robert George Howe y J.W. Robertson, sirviéndoles como asesor para sus puntos de vista sobre la política sudanesa. Khalil constantemente luchó con los Khatmiyya que lo criticaron, alegando que él hacía al naciente nacionalismo divisivo y sectario. Fue nombrado ministro de Agricultura en 1947, principalmente debido a su insistencia que era necesaria para contrarrestar el rol de los  Khatmiyya.
En 1948 Khalil se convirtió en líder de la recientemente creada Asamblea Legislativa y del Consejo Ejecutivo, sirviendo como representante de su partido en la Comisión Constitucional. Fue elegido al parlamento en las elecciones parlamentarias de 1953.
Después de las elecciones de 1958, Khalil formó un gobierno de coalición que comprendió a su Partido Nacional Umma y el Partido Democrático Popular. Fue primer ministro y ministro de Defensa en el nuevo gobierno; alineó a Sudán con Estados Unidos en un momento de tensión con Egipto, que entonces estaba gobernado por Gamal Abdel Nasser. El 17 de noviembre de 1958 Khalil fue derrocado por un golpe militar contra su gobierno.